# Friedhof (Haunsheim)

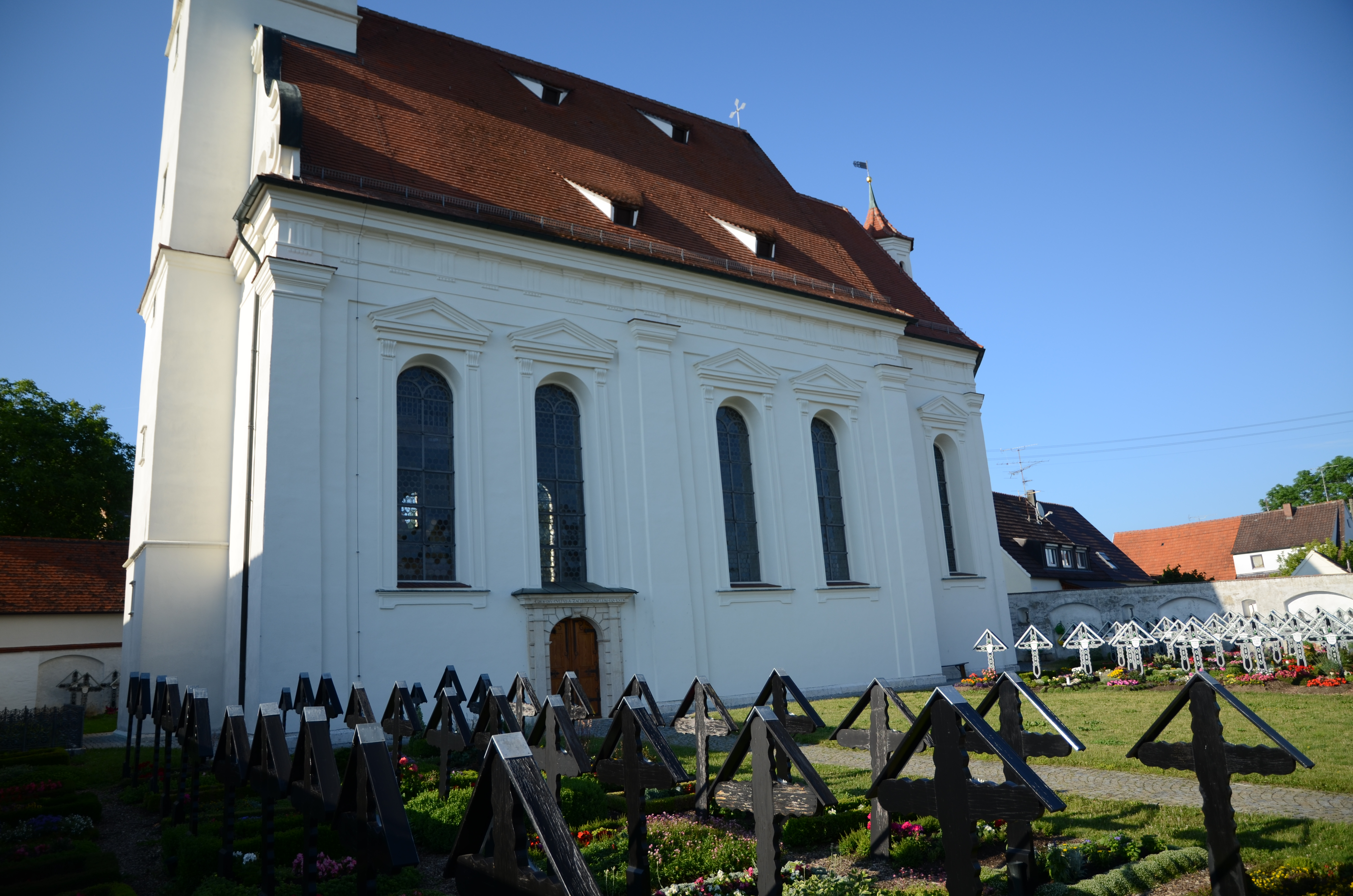
Kirche mit Friedhof in Haunsheim

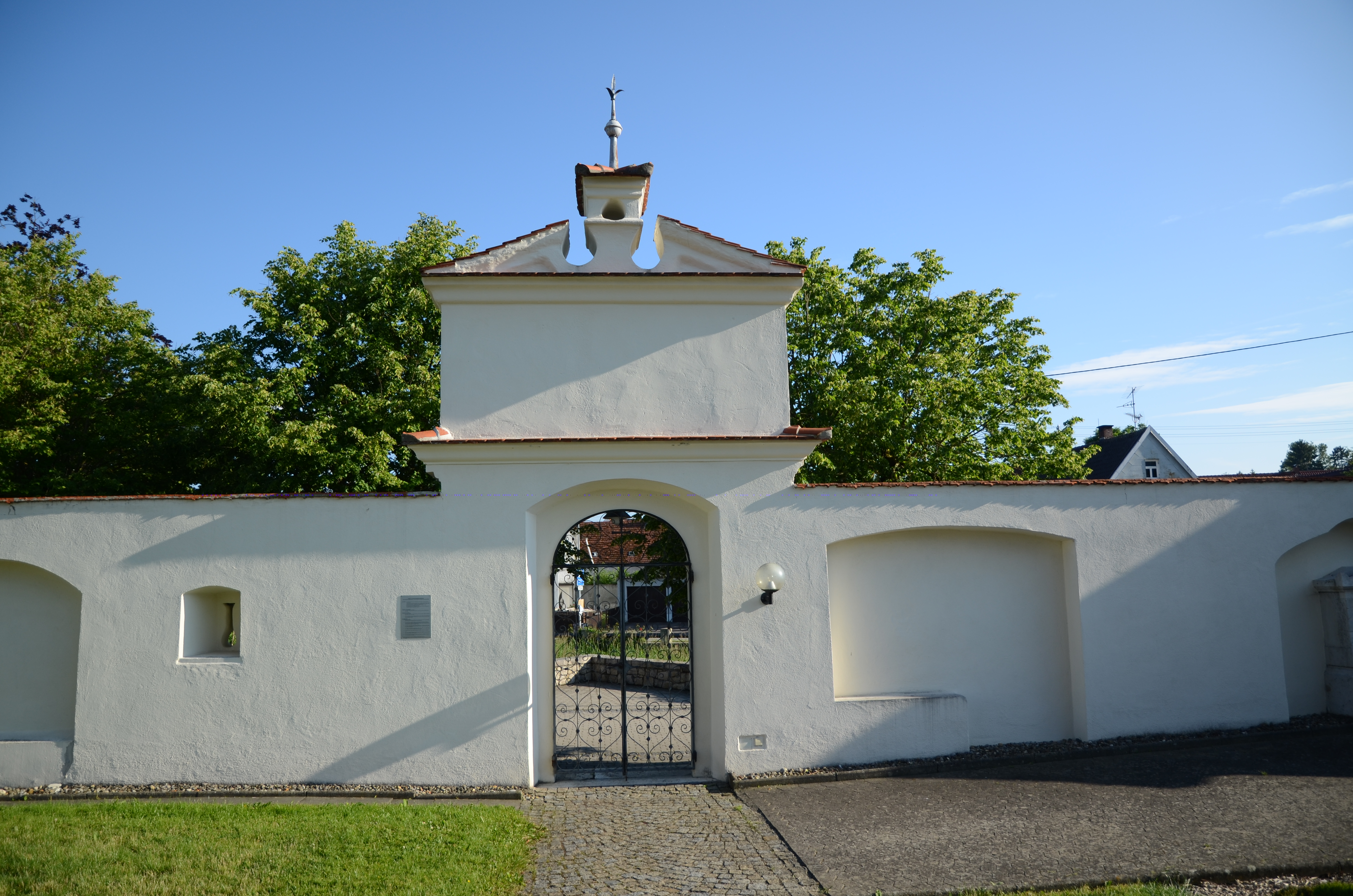
Eingang zum Friedhof

Der Friedhof in Haunsheim, einer Gemeinde im Landkreis Dillingen an der Donau im bayerischen Regierungsbezirk Schwaben, wurde im 17. Jahrhundert errichtet. Im Friedhofsareal befindet sich die Dreifaltigkeitskirche.

## Beschreibung
Der als Baudenkmal geschützte Friedhof wurde laut Inschrift im Jahr 1609 ummauert. An den Ecken befinden sich quadratische Türme mit Rustikakanten, Schlüsselscharten und Zeltdach. In der Mitte der südlichen Mauer ist das architektonisch gestaltete Tor platziert. Das Rundbogentor wird von Lisenen flankiert, die das Kämpferprofil durchschneiden. Über dem Gesims ist ein rechteckiger Aufbau mit Inschriftentafel angebracht. Das Tor wird durch einen gesprengten Giebel mit Gesims und zeltdachbedeckter Quadratzinne bekrönt. Die Mauer wird auf der Innenseite durch Segmentbogennischen gegliedert. In den dazwischenliegenden Bereichen sind kleine Segmentbogenfenster mit Schlüsselscharten vorhanden. Die bauliche Gestaltung des Friedhofs stammt von Esaias Holl, dem Bruder des berühmten Elias Holl.

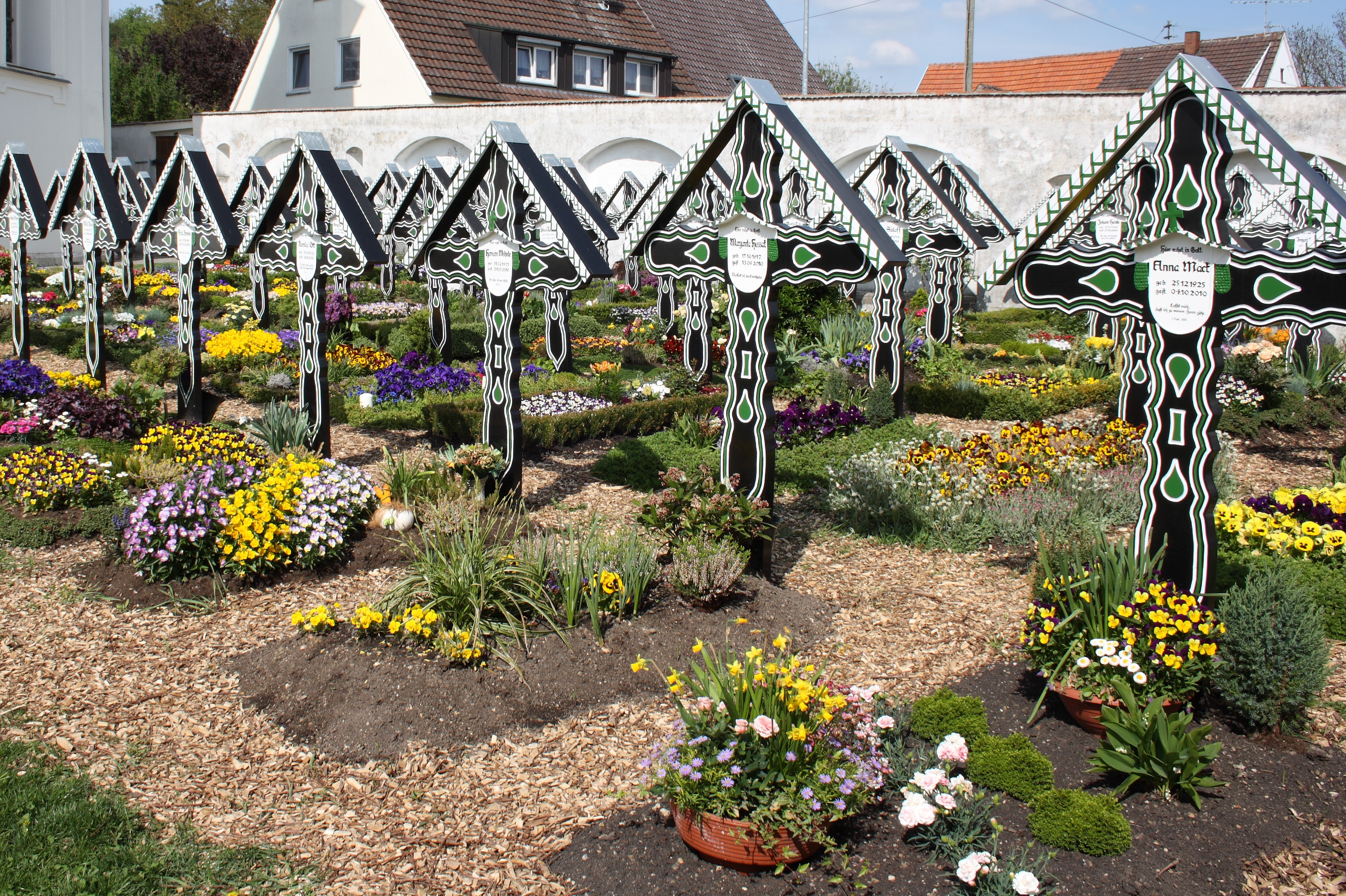
Gräber

Alle Gräber tragen ohne Ausnahme schlichte Holzkreuze mit stilisierten, volkskundlichen Motiven: Baum des Lebens, Auge Gottes u. a. Die Friedhofsanlage versinnbildlicht mit ihrer einheitlichen Gestaltung den Gedanken der Gleichheit der Menschen im Tode.